# 古田二路駅
古田二路駅（こでんにろえき）は湖北省武漢市礄口区に位置する武漢地下鉄1号線の駅である。

## 利用可能な鉄道路線
- 武漢地下鉄
  - ■1号線

## 歴史
- 2010年7月29日 - 1号線開通。

## 隣の駅
武漢地下鉄
■1号線
古田三路駅 - 古田二路駅 - 古田一路駅
座標: 北緯30度36分01秒 東経114度11分27秒 / 北緯30.60014度 東経114.19083度